# Felice Ramorino
Felice Ramorino (Mondovì, 14 maggio 1852 – Firenze, 30 aprile 1929) è stato un latinista, saggista e traduttore italiano.

## Biografia
Insegnò Letteratura latina presso le Università degli Studi di Palermo e Pavia, all'Istituto di Studi Superiori di Firenze e all'Università Cattolica del Sacro Cuore di Milano. 
Si occupò prevalentemente di commentari a vari autori di lingua latina (fra cui Sallustio, Cicerone, Virgilio e Cesare) e di manuali di introduzione al latino e al greco antico. Compose inoltre  manuali di letteratura latina (anche cristiana, negli ultimi anni della sua vita) e di mitologia classica.
Suo figlio Tommaso fu bibliotecario, archivista e antifascista.

## Opere
- Letteratura romana, Milano, Hoepli, 1886.
- Musica e Libertà, Milano, Bruno Mondadori Editore, 1889.
- Mitologia classica illustrata, Milano, Hoepli, 1897 (1ª ed.).
- Ricordi letterarii e scene della Libia antica, Roma, Stamperia reale, 1912.